# Pavel Pumprla
Pavel Pumprla (Zábřeh, 13 giugno 1986) è un cestista ceco.

## Carriera
Con la Rep. Ceca ha disputato i Campionati mondiali del 2019 e due edizioni dei Campionati europei (2013, 2015).

## Palmarès

### Squadra
- Campionato ceco: 7

ČEZ Nymburk: 2009-10, 2010-11, 2011-12, 2016-17, 2017-18, 2018-19, 2019-20
- Coppa della Repubblica Ceca: 7

ČEZ Nymburk: 2010, 2011, 2012, 2017, 2018, 2019, 2020

### Individuale
- All-ULEB Eurocup Second Team: 1

ČEZ Nymburk: 2011-12